# آلتنشتایگ
آلتِنْشْتایْگ (Altensteig) شهری در ایالت بادن-وورتمبرگ در آلمان است.